# بطولة أمم أوروبا للسيدات 2013
ويفا يورو للسيدات 2013 هي البطولة 11 في تاريخ بطولات ويفا يورو للسيدات، وأقيمت المسابقة في السويد من 10 يوليو - 28 يوليو 2013. أجريت القرعة النهائية لمرحلة المجموعات في البطولة في 9 نوفمبر 2012 في المركز السويدي للمعارض والمؤتمرات في غوتنبرج.

## الأماكن
مباريات البطولة لعبت في سبعة مدن: غوتنبورغ وهالمستاد وفيكشو وكالمار ولينشوبينغ ونورشوبينغ وسولنا.
| غوتينبورغ                            | هالمستاد                             | فيكشو                                | كالمار                               | لينشوبينغ                            | نورشوبينغ                            | سولنا                        |
| ------------------------------------ | ------------------------------------ | ------------------------------------ | ------------------------------------ | ------------------------------------ | ------------------------------------ | ---------------------------- |
| غاملا أوليفي السعة: 18,000           | أورجانس فال السعة: 7,500             | ملعب جديد، لم يسما بعد السعة: 11,086 | غولدفوغيلن أرينا السعة: 11,800       | ملعب جديد، لم يسما بعد السعة: 8,000  | الحديقة الجديدة السعة: 11,750        | سويدبانك أرينا السعة: 50,000 |
|                                      |                                      |                                      |                                      |                                      |                                      |                              |
| 3 مباريات في المجموعات 1 نصف النهائي | 3 مباريات في المجموعات 1 ربع النهائي | 3 مباريات في المجموعات 1 ربع النهائي | 3 مباريات في المجموعات 1 ربع النهائي | 3 مباريات في المجموعات 1 نصف النهائي | 3 مباريات في المجموعات 1 ربع النهائي | النهائي                      |

## المضيف
حصلت السويد على استضافة البطولة في 4 أكتوبر 2010 في اجتماع للجنة التنفيذية للاتحاد الأوروبي لكرة القدم في مينسك، بيلاروسيا. جاء العرض المنافس الوحيد من هولندا. أبدت العديد من الاتحادات الوطنية الأوروبية الأخرى، بما في ذلك سويسرا وبلغاريا وبولندا، اهتمامًا بتنظيم البطولة لكنها لم تقدم طلبا نهائيا. سبق للسويد أن استضافت بطولة أمم أوروبا للسيدات 1997.

## الحكام
أعلن الاتحاد الأوروبي لكرة القدم عن اثني عشر حكمًا للبطولة في 19 يونيو 2013.
الحكام
- كيرسي هيكينين (اتحاد فنلندا لكرة القدم)
- بيبيانا شتاينهاوس (الاتحاد الألماني لكرة القدم)
- Katalin Kulcsár (اتحاد المجر لكرة القدم)
- Silvia Spinelli (الاتحاد الإيطالي لكرة القدم)
- Teodora Albon (اتحاد رومانيا لكرة القدم)
- Cristina Dorcioman (اتحاد رومانيا لكرة القدم)
- Jenny Palmqvist (اتحاد السويد لكرة القدم)
- إستر ستاوبلي (اتحاد سويسرا لكرة القدم)
- Kateryna Monzul (اتحاد أوكرانيا لكرة القدم)

الحكام المساعدون
- Lucie Ratajová (اتحاد جمهورية التشيك لكرة القدم)
- سيان ماسي إليس (الاتحاد الإنجليزي لكرة القدم)
- Tonja Paavola (اتحاد فنلندا لكرة القدم)
- Marina Wozniak (الاتحاد الألماني لكرة القدم)
- Judit Kulcsár (اتحاد المجر لكرة القدم)
- Romina Santuari (الاتحاد الإيطالي لكرة القدم)
- Hege Steinlund (اتحاد النرويج لكرة القدم)
- Petruţa Iugulescu (اتحاد رومانيا لكرة القدم)
- Maria Lisická (اتحاد سلوفاكيا لكرة القدم)
- Maria Villa Gutiérrez (الاتحاد الملكي الإسباني لكرة القدم)
- Helen Karo (اتحاد السويد لكرة القدم)
- ناتاليا راشينسكا (اتحاد أوكرانيا لكرة القدم)

الحكم الرابع
- كارينا فيتولانو (الاتحاد الإيطالي لكرة القدم)
- Esther Azzopardi (اتحاد مالطا لكرة القدم)
- مونيكا مولارزيك (اتحاد بولندا لكرة القدم)

## الفرق
طُلب من المنتخبات الوطنية الاثني عشر المشاركة في البطولة تسجيل فريق مكون من 23 لاعبًا بحلول 3 يونيو 2013 على أبعد تقدير. فقط اللاعبون في هذه الفرق هم المؤهلون للمشاركة في البطولة.

## النتائج

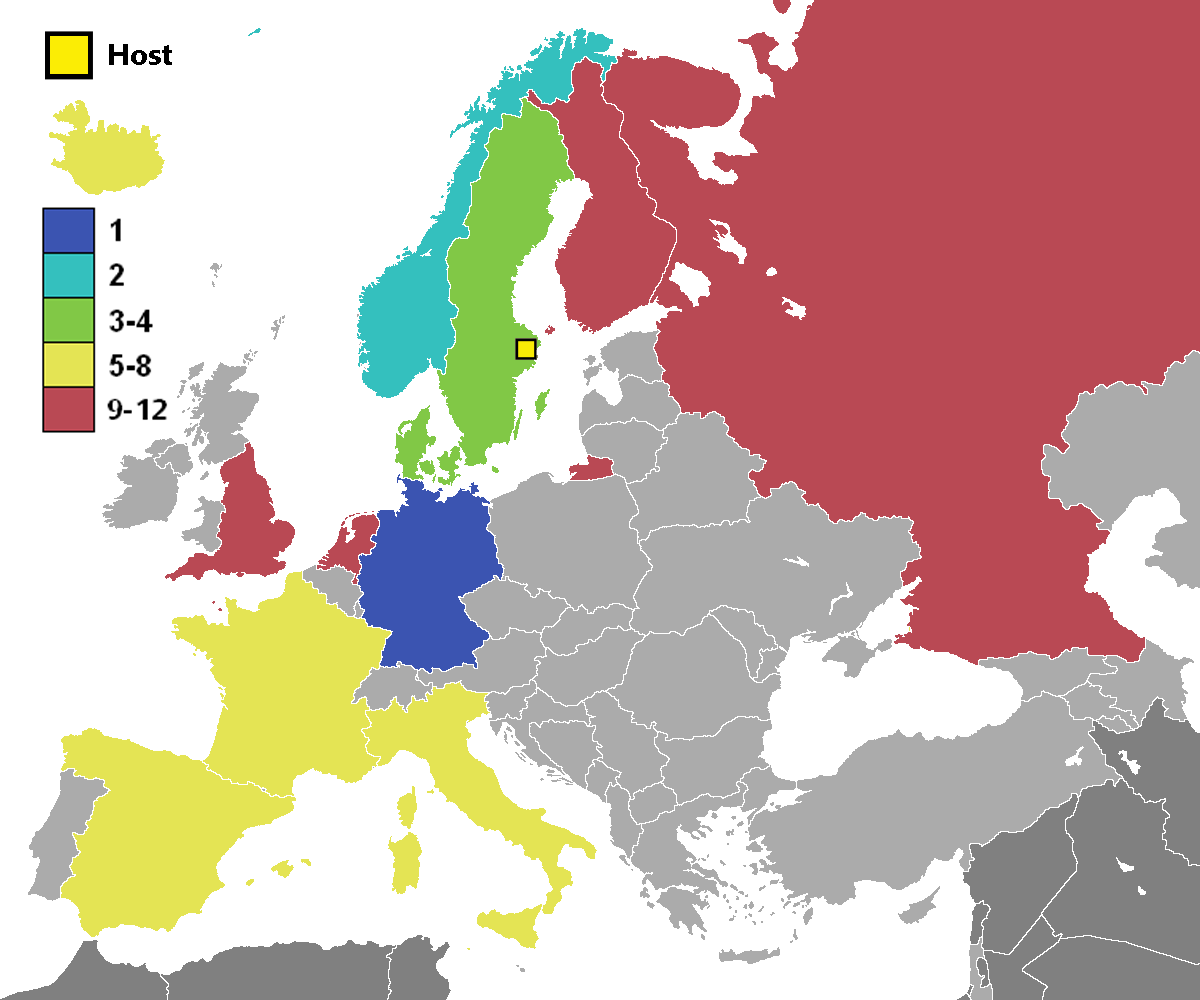
الفرق المشاركة ونتائجها

أكد جدول المباريات النهائية للبطولة في 6 ديسمبر 2012.

#### المجموعة أ
| الفريق   | لعب | ف | ت | خ | أ.له | أ.ع | أ.ف | نقاط |
| -------- | --- | - | - | - | ---- | --- | --- | ---- |
| السويد   | 3   | 2 | 1 | 0 | 9    | 2   | +7  | 7    |
| إيطاليا  | 3   | 1 | 1 | 1 | 3    | 4   | −1  | 4    |
| الدنمارك | 3   | 0 | 2 | 1 | 3    | 4   | −1  | 2    |
| فنلندا   | 3   | 0 | 2 | 1 | 1    | 6   | −5  | 2    |

| إيطاليا | 0–0   | فنلندا |
| ------- | ----- | ------ |
|         | تقرير |        |

| السويد          | 1–1   | الدنمارك    |
| --------------- | ----- | ----------- |
| نيللا فيتشر 36' | تقرير | Knudsen 26' |

| إيطاليا                                   | 2–1   | الدنمارك     |
| ----------------------------------------- | ----- | ------------ |
| ميلانيا كابياديني 55' · ايلاريا ماورو 60' | تقرير | Brogaard 66' |

| فنلندا | 0–5   | السويد                                                           |
| ------ | ----- | ---------------------------------------------------------------- |
|        | تقرير | نيللا فيتشر 15'، 36' · كوسوفاري أسلاني 38' · لوتا شيلين 60'، 87' |

| السويد                                                   | 3–1   | إيطاليا               |
| -------------------------------------------------------- | ----- | --------------------- |
| رافاييلا ماريني 47' (ه.ذ.) · لوتا شيلين 49' · Öqvist 57' | تقرير | ميلانيا كابياديني 78' |

| الدنمارك     | 1–1   | فنلندا      |
| ------------ | ----- | ----------- |
| Brogaard 29' | تقرير | Sjölund 87' |

#### المجموعة ب
| الفريق  | لعب | ف | ت | خ | أ.له | أ.ع | أ.ف | نقاط |
| ------- | --- | - | - | - | ---- | --- | --- | ---- |
| النرويج | 3   | 2 | 1 | 0 | 3    | 1   | +2  | 7    |
| ألمانيا | 3   | 1 | 1 | 1 | 3    | 1   | +2  | 4    |
| آيسلندا | 3   | 1 | 1 | 1 | 2    | 4   | −2  | 4    |
| هولندا  | 3   | 0 | 1 | 2 | 0    | 2   | −2  | 1    |

| النرويج     | 1–1   | آيسلندا                      |
| ----------- | ----- | ---------------------------- |
| Hegland 26' | تقرير | M. Viðarsdóttir ‏ 87' (ركلة.) |

| ألمانيا | 0–0   | هولندا |
| ------- | ----- | ------ |
|         | تقرير |        |

| النرويج         | 1–0   | هولندا |
| --------------- | ----- | ------ |
| Gulbrandsen 54' | تقرير |        |

| آيسلندا | 0–3   | ألمانيا                            |
| ------- | ----- | ---------------------------------- |
|         | تقرير | Lotzen 24' · سيليا شاشيتش 55'، 84' |

| ألمانيا | 0–1   | النرويج       |
| ------- | ----- | ------------- |
|         | تقرير | Isaksen 45+1' |

| هولندا | 0–1   | آيسلندا            |
| ------ | ----- | ------------------ |
|        | تقرير | Brynjarsdóttir 30' |

#### المجموعة ج
| الفريق  | لعب | ف | ت | خ | أ.له | أ.ع | أ.ف | نقاط |
| ------- | --- | - | - | - | ---- | --- | --- | ---- |
| فرنسا   | 3   | 3 | 0 | 0 | 7    | 1   | +6  | 9    |
| إسبانيا | 3   | 1 | 1 | 1 | 4    | 4   | 0   | 4    |
| روسيا   | 3   | 0 | 2 | 1 | 3    | 5   | −2  | 2    |
| إنجلترا | 3   | 0 | 1 | 2 | 3    | 7   | −4  | 1    |

| فرنسا                                       | 3–1   | روسيا        |
| ------------------------------------------- | ----- | ------------ |
| ماري لوري ديلي 21'، 33' · أوجين لي سومر 67' | تقرير | Morozova 84' |

| إنجلترا                          | 2–3   | إسبانيا                                                        |
| -------------------------------- | ----- | -------------------------------------------------------------- |
| إنيولا ألوكو 8' · لورا باسيت 89' | تقرير | فيرونيكا بوكيتي 4' · جينيفر هيرموسو 85' · أليكسيا بوتياس 90+4' |

| إنجلترا          | 1–1   | روسيا         |
| ---------------- | ----- | ------------- |
| توني دوغان 90+2' | تقرير | Korovkina 38' |

| إسبانيا | 0–1   | فرنسا          |
| ------- | ----- | -------------- |
|         | تقرير | ويندي رينار 5' |

| فرنسا                                               | 3–0   | إنجلترا |
| --------------------------------------------------- | ----- | ------- |
| أوجين لي سومر 9' · لويزا نسيب 62' · ويندي رينار 64' | تقرير |         |

| روسيا         | 1–1   | إسبانيا             |
| ------------- | ----- | ------------------- |
| Terekhova 44' | تقرير | فيرونيكا بوكيتي 14' |

#### صاحب المركز الثالث
يتأهل أفضل فريقين صاحبي المركز الثالث إلى مرحلة خروج المغلوب وتصنف الفرق عن طريق النقاط فقط. قدم الاتحاد الأوروبي لكرة القدم هذا المبدأ لتجنب دخول الفرق مبارياتها النهائية واللعب على النتائج السابقة، وأيضًا لإلغاء عامل نقاط القوة المختلفة المحتملة للمجموعات من خلال حذف فارق الأهداف من الحساب. حيث أنهى كل من الدنمارك وروسيا بنقطتين، وفقًا للوائح، أجرى الاتحاد الأوروبي لكرة القدم قرعة في 18 يوليو بعد الانتهاء من مباريات المجموعة لتحديد أي من هذين الفريقين سيتأهل.
| المجموعة | الفريق   | لعب | نقاط | القرعة |
| -------- | -------- | --- | ---- | ------ |
| ب        | آيسلندا  | 3   | 4    | –      |
| أ        | الدنمارك | 3   | 2    | فاز    |
| ج        | روسيا    | 3   | 2    | خسر    |

### خروج المغلوب
دخلت الفرق الثمانية المتقدمة مرحلة خروج المغلوب. في مرحلة خروج المغلوب (بما في ذلك المباراة النهائية)، إذا كانت المباراة متعادلة في نهاية 90 دقيقة، يلعب وقت إضافي مكون من شوطين (15 دقيقة لكل منهما). إذا ظلت النتيجة متساوية بعد الوقت الإضافي تحسم المباراة بركلات الترجيح.

#### ربع النهائي
| السويد                                                | 4–0   | آيسلندا |
| ----------------------------------------------------- | ----- | ------- |
| M. Hammarström ‏ 3' · Öqvist 14' · لوتا شيلين 19'، 59' | تقرير |         |

| إيطاليا | 0–1   | ألمانيا          |
| ------- | ----- | ---------------- |
|         | تقرير | سيموني لاودر 26' |

| النرويج                                                      | 3–1   | إسبانيا              |
| ------------------------------------------------------------ | ----- | -------------------- |
| Gulbrandsen 24' · إيرين باريديس 43' (ه.ذ.) · آدا هيغربرغ 64' | تقرير | جينيفر هيرموسو 90+3' |

| فرنسا                                               | 1–1 (ب.و.إ.) | الدنمارك                                           |
| --------------------------------------------------- | ------------ | -------------------------------------------------- |
| لويزا نسيب 71' (ركلة.)                              | تقرير        | جوانا راسموسن 28'                                  |
| ركلات الترجيح                                       |              |                                                    |
| لويزا نسيب · غايتان تيني · أوجين لي سومر · Delannoy | 2–4          | Røddik · Rydahl · ناديا نديم · تريزا نيلسن · Arnth |

#### نصف النهائي
| السويد | 0–1   | ألمانيا              |
| ------ | ----- | -------------------- |
|        | تقرير | دزينيفر ماروزسان 33' |

| النرويج                                    | 1–1 (ب.و.إ.) | الدنمارك                                     |
| ------------------------------------------ | ------------ | -------------------------------------------- |
| Christensen 3'                             | تقرير        | Knudsen 87'                                  |
| ركلات الترجيح                              |              |                                              |
| Gulbrandsen · Dekkerhus · Mjelde · Rønning | 4–2          | Røddik · تريزا نيلسن · ناديا نديم · Brogaard |

#### النهائي
| ألمانيا        | 1–0   | النرويج |
| -------------- | ----- | ------- |
| آنيا ميتاغ 49' | تقرير |         |

## الإحصائيات
5 أهداف
- لوتا شيلين

3 أهداف
- نيللا فيتشر

2 هدف
- Mia Brogaard
- Mariann Gajhede Knudsen
- ماري لوري ديلي
- أوجين لي سومر
- لويزا نسيب
- ويندي رينار
- سيليا شاشيتش
- ميلانيا كابياديني
- Solveig Gulbrandsen
- فيرونيكا بوكيتي
- جينيفر هيرموسو
- Josefine Öqvist

1 هدف
- جوانا راسموسن
- إنيولا ألوكو
- لورا باسيت
- توني دوغان
- Annica Sjölund
- سيموني لاودر
- لينا لوتزين
- دزينيفر ماروزسان
- آنيا ميتاغ
- Dagný Brynjarsdóttir
- Margrét Lára Viðarsdóttir
- ايلاريا ماورو
- Marit Fiane Christensen
- آدا هيغربرغ
- Kristine Wigdahl Hegland
- Ingvild Isaksen
- Nelli Korovkina
- Elena Morozova
- Elena Terekhova
- أليكسيا بوتياس
- كوسوفاري أسلاني
- Marie Hammarström

هدف في مرماه
- رافاييلا ماريني (ضد السويد)
- إيرين باريديس (ضد النرويج)